# Johann Georg Ziesenis
Johann Georg Ziesenis (de Jongere) (Kopenhagen, 1716 - Hannover, 4 maart 1776) was een Deens-Duits portretschilder uit een Hannoverse kunstenaarsfamilie.
Vanaf 1768 heeft hij enkele jaren in Den Haag gewerkt, waar hij onder meer portretten maakt van de Stadhouder Prins Willem V en diens gemalin Wilhelmina van Pruisen (1751-1820).

## Galerij

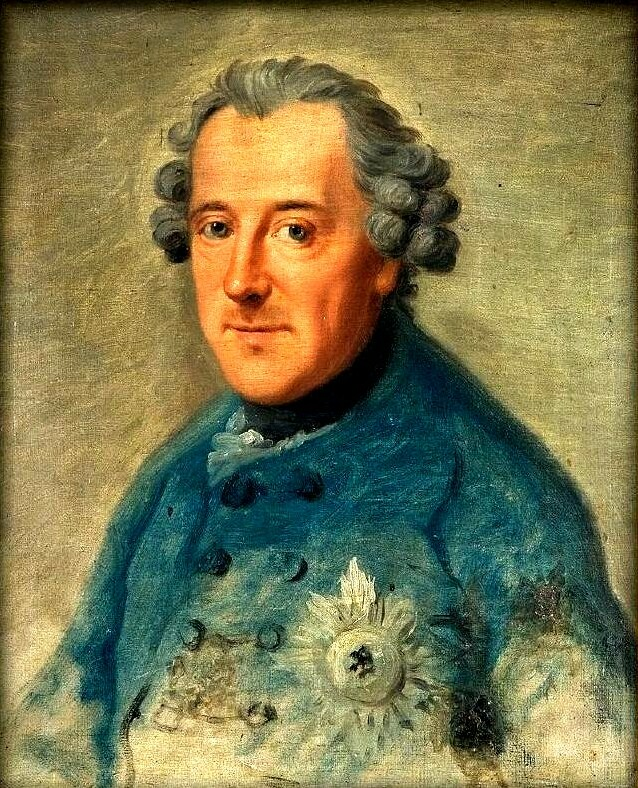
Portret van Frederik II van Pruisen, 1763
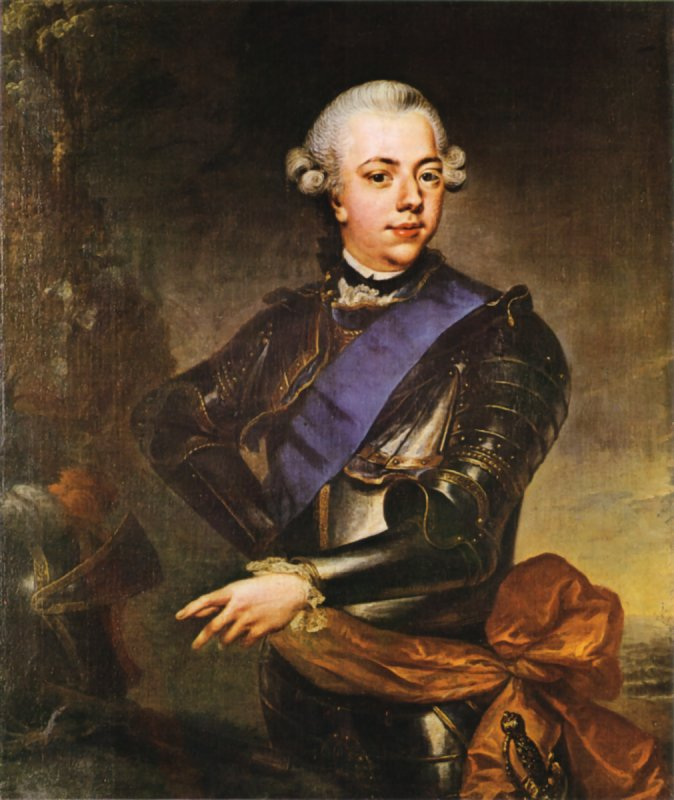
Staatsieportret van stadhouder Willem V
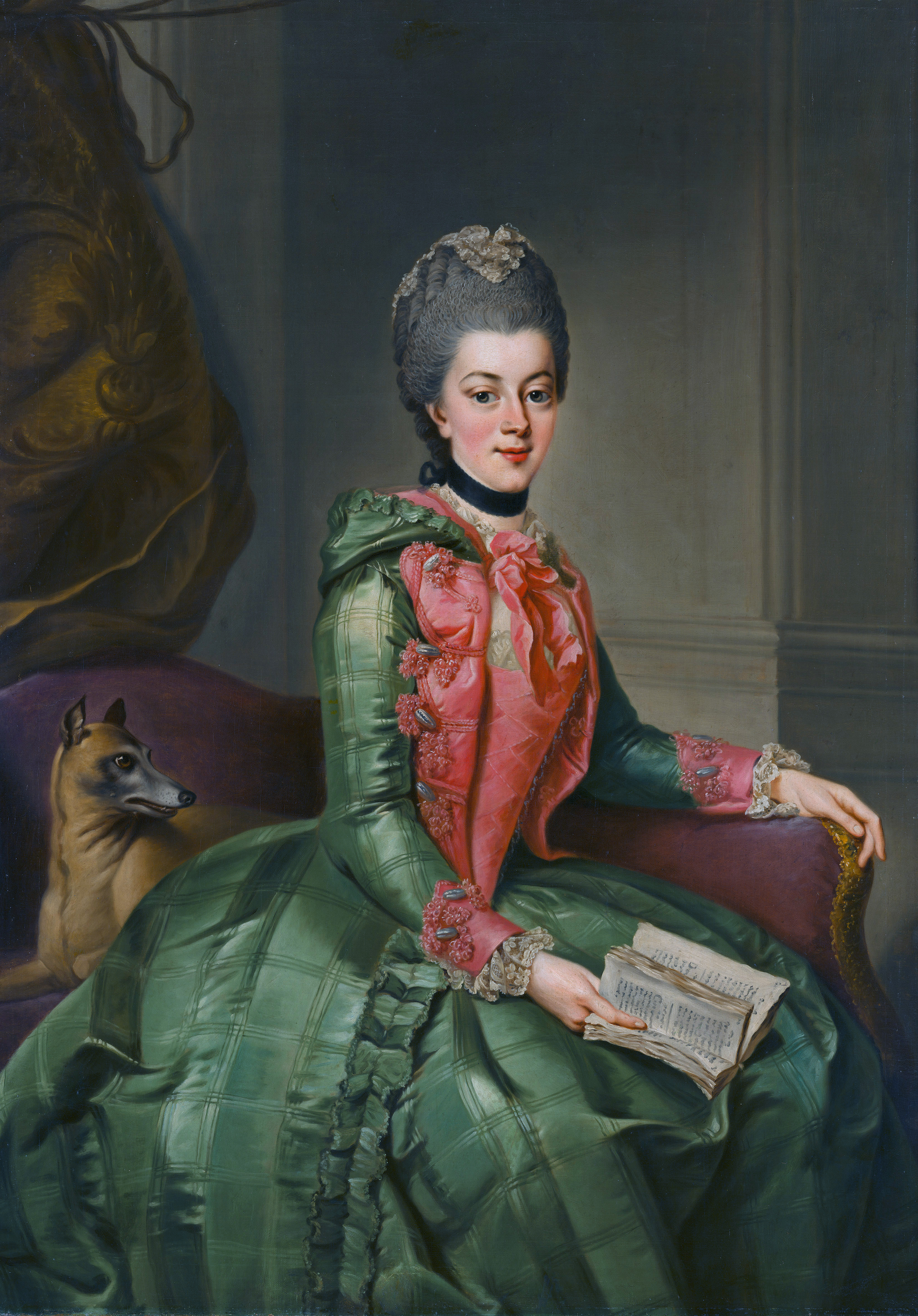
Portret van Wilhelmina van Pruisen, ca. 1768, Mauritshuis, Den Haag

- Art Gallery of South Australia: 12148
- Bibliothèque nationale de France: cb149666687 (data)
- Gemeinsame Normdatei: 119273950
- International Standard Name Identifier: 0000 0000 6660 8423
- Library of Congress Control Number: nr96011611
- Nederlandse Thesaurus van Auteursnamen: 129862045
- RKD-Nederlands Instituut voor Kunstgeschiedenis: 86376
- Istituto Centrale per il Catalogo Unico: BVEV067001
- Système universitaire de documentation: 158866320
- Union List of Artist Names: 500012327
- Virtual International Authority File: 19952536
- WorldCat: E39PBJmpgQhcWwTtVmPMvcXGHC